# Back to the Egg
Back to the Egg je poslední studiové album anglické skupiny Wings. Vydáno bylo dne 24. května 1979 společností Columbia Records v USA, Ve Spojeném království jej vydala společnost Parlophone o dva týdny později. Nahráno bylo v různých obdobích od června 1978 do února 1979 v několika různých studiích, včetně Abbey Road Studios. V americké hitparádě Billboard 200 se umístilo na osmém místě, zatímco v britské UK Albums Chart na šesté. V USA se stalo platinovým.

## Seznam skladeb
| Pořadí         | Název                          | Délka |
| -------------- | ------------------------------ | ----- |
| 1.             | Reception                      | 1:08  |
| 2.             | Getting Closer                 | 3:22  |
| 3.             | We're Open Tonight             | 1:28  |
| 4.             | Spin It On                     | 2:12  |
| 5.             | Again and Again and Again      | 3:34  |
| 6.             | Old Siam, Sir                  | 4:11  |
| 7.             | Arrow Through Me               | 3:37  |
| 8.             | Rockestra Theme                | 2:35  |
| 9.             | To You                         | 3:12  |
| 10.            | After the Ball / Million Miles | 4:00  |
| 11.            | Winter Rose / Love Awake       | 4:58  |
| 12.            | The Broadcast                  | 1:30  |
| 13.            | So Glad to See You Here        | 3:20  |
| 14.            | Baby's Request                 | 2:49  |
| Celková délka: | Celková délka:                 | 41:56 |

## Obsazení
- Paul McCartney – zpěv, baskytara, kytara, klávesy, koncertina, klavír, cembalo
- Linda McCartney – klávesy, doprovodné vokály
- Denny Laine – zpěv, kytara, doprovodné vokály
- Laurence Juber – kytara, kytarový syntezátor
- Steve Holley – bicí, perkuse
- Black Dyke Mills Band – žestě
- Howie Casey – žestě
- Tony Dorsey – žestě
- Steve Howard – žestě
- Thaddeus Richard – žestě
- Dierdre Margary – mluvené slovo
- Harold Margary – mluvené slovo
- Tony Ashton – klávesy
- David Gilmour – kytara
- Hank Marvin – kytara
- Pete Townshend – kytara
- Steve Holly – bicí
- John Bonham – bicí
- Kenney Jones – bicí
- John Paul Jones – baskytara, klavír
- Ronnie Lane – baskytara
- Bruce Thomas – baskytara
- Gary Brooker – klavír
- Speedy Acquaye – perkuse
- Tony Carr – perkuse
- Ray Cooper – perkuse
- Morris Pert – perkuse